# Ivor Dean
Ivor Donald Dean (Londen, 21 december 1917 – Truro, 10 augustus 1974) was een Britse toneel- en televisieacteur. Hij speelde onder meer hoofdinspecteur Claude Eustace Teal in de televisieserie The Saint, met Roger Moore als Simon Templar.
Dean speelde ook in de televisieserie The Persuaders! met Roger Moore als Lord Brett Sinclair en Tony Curtis als Danny Wilde.
Dean had zijn grootste succes in Duitsland in de rol van Long John Silver in Treasure Island (1966). De vierdelige serie won de 1967 Perla-televisie Award in de film-en tv-show in Milaan.
Dean was getrouwd met de Canadese actrice Patricia Hamilton.